# Susanna Dinnage
Susanna Dinnage (née en 1967) est une femme d'affaires britannique, et la potentielle nouvelle présidente directrice générale de la Premier League anglaise. Elle devait succéder à Richard Scudamore, qui occupait le poste depuis novembre 1999, en janvier 2019, mais choisit finalement de le refuser.

## Carrière
Dinnage commence sa carrière chez MTV Networks. Elle travaille ensuite pour Channel 5 pendant plus de dix ans.
En 2009, Dinnage rejoint Discovery, Inc. et dirige ses opérations britanniques et irlandaise, incluant des responsabilités pour Eurosport. Depuis novembre 2017, elle est la présidente mondiale d'Animal Planet, propriété de Discovery, Inc.,. Elle quitte la chaîne en novembre 2019.
En novembre 2018, elle est annoncée comme la prochaine directrice générale du Championnat d'Angleterre de football mais elle annonce finalement en janvier 2019 refuser ce poste. 

## Vie personnelle
Susanna Dinnage vit à Putney, à Londres.